# 19. Flak-Division
La 19. Flak-Division (19e division de Flak) est une division de lutte antiaérienne de la Luftwaffe allemande au sein de la Wehrmacht durant la Seconde Guerre mondiale.

## Historique
Une première 19. Flak-Division est mise sur pied le 15 août 1942 en Sicile à partir de l'état-major de la Flak-Brigade VII (Stab/Flak-Brigade VII) pour être envoyée en Afrique du Nord en soutien du corps expéditionnaire germano-italien pour coordonner l'ensemble des batteries anti-aériennes de la Panzerarmee Afrika.

La division combat à El Alamein, se replie sur la Ligne Mareth et participe aux ultimes combats en Tunisie avant de se rendre le 13 mai 1943 avec son chef, le Generalleutnant Gotthard Frantz aux Britanniques dans la région de Tunis.
Une seconde 19. Flak-Division est mise sur pied le 1er novembre 1943 en Grèce à Athènes pour contrôler les unités de défense anti-aériennes en Grèce puis en Yougoslavie avant de capituler le 8 mai 1945.

## Commandement
| Début             | Fin              | Grade           | Nom                    |
| ----------------- | ---------------- | --------------- | ---------------------- |
| 15 août 1942      | 30 novembre 1942 | General         | Heinrich Burchard (en) |
| 21 décembre 1942  | 13 mai 1943      | Generalleutnant | Gotthard Frantz (en)   |
| Reconstitution    |                  |                 |                        |
| 1er novembre 1943 | 8 mai 1945       | Generalmajor    | Paul Pavel             |

### Chef d'état-major (Ia)
| Début          | Fin          | Grade | Nom                  |
| -------------- | ------------ | ----- | -------------------- |
| ? 1942         | Février 1943 | Major | Wilhelm Peter Sieber |
| Février 1943   | Mai 1943     | Major | Max Hahn             |
| Reconstitution |              |       |                      |
| ?              | ?            | ?     | ?                    |

## Organisation

### Rattachement
| Début             | Fin          | Commandement              |
| ----------------- | ------------ | ------------------------- |
| 15 août 1942      | 13 mai 1943  | Luftflotte 2              |
| 1er novembre 1943 | Octobre 1944 | Luftwaffenkommando Südost |
| Octobre 1944      | 8 mai 1945   | V. Flakkorps (de)         |

### Unités subordonnées
Formation le 15 août 1942 :
- Stab/Flak-Regiment 102
- Stab/Flak-Regiment 135
- Stab/Flak-Regiment 66 - rejoint plus tard la division

Reformation le 1er novembre 1943 en Grèce :
- Stab/Flak-Regiment 58 (mot.) en Crète
- Stab/Flak-Regiment 201 (mot.) à Athènes
- Stab/Flak-Regiment 91 (v) à Saloniki
- Luftnachrichten-Betriebs-Kompanie 139

Décembre 1944 à Raguse :
- Stab/Flak-Regiment 58 (mot.)
- Stab/Flak-Regiment 91 (mot.)
- Stab/Flak-Regiment 201 (mot.)
- Luftnachrichten-Betriebs-Kompanie 139

### Articles
- Collectif, 19. Flak-Division, in Batailles & Blindés hors-série no 26, Éditions Caraktère, décembre 2014/janvier 2015

### Livres
- Georges Bernage & François de Lannoy, Dictionnaire historique de la Luftwaffe et de la Waffen-SS, Éditions Heimdal, 1998
- (de) Karl-Heinz Hummel:Die deutsche Flakartillerie 1935 - 1945 - Ihre Großverbände und Regimenter, VDM Heinz Nickel, 2010